# Ахмад Джамал
Ахма́д Джама́л (англ. Ahmad Jamal), справжнє ім'я Фредері́к Ра́сселл Джонс (англ. Frederick Russell Jones; 2 липня 1930, Піттсбург, Пенсільванія — 16 квітня 2023, Шеффілд, Массачусетс) — американський джазовий піаніст і композитор. Ахмад вважається однією зі знакових фігур джазової музики і засновником напрямку «модерн джаз».

## Біографія
Народився 2 липня 1930 року в Піттсбурзі, штат Пенсільванія. У віці 3 років почав грати на фортепіано. Навчався у Мері Колдвелл Доусон, Джеймса Міллера. В 11 років здійснив професіональний дебют. Після закінчення Вищої школи Вестінгхаус, грав з Джорджем Гадсоном (1947—48); потім приєднався до свінгового гурту скрипаля Джо Кеннеді the Four Strings, в якому грав до відходу Кеннеді в 1950 році. З 1949 по 1950 грав з гітаристом Реєм Кроуфордом.
З 1951 по 1952 роки грав зі своїм тріо the Three Strings з басистом Едді Калгуном і Кроуфордом у клубі Blue Note в Чикаго. Після навернення в іслам на початку 1950-х років його гурт став називатися тріо Ахмада Джамала. Під час перебування в Нью-Йорку на гурт the Three Strings звернув увагу виконавчий директор і скаут лейблу Columbia Джон Геммонд, який у 1951 році підписав з гуртом контракт з дочірнім лейблом Columbia, OKeh. Упродовж цього періоду випустив декілька важливих альбомів, зокрема Ahmad Jamal Trio Plays (перевиданий як Chamber Music of the New Jazz) на Parrot (1955), The Ahmad Jamal Trio на Epic (1955) і Count 'Em 88 на Argo (1956). Ключовими композиціями, що записані у цей період, стали «Ahmad's Blues» і «Pavanne».
Його гурт включав басиста Ізраела Кросбі та ударника Вернела Фурньє. 1958 року записав концертий альбом Ahmad Jamal at the Pershing: But Not for Me, який протримався в топ-10 чарту упродовж 108 тижнів поспіль. Після успіху Ahmad Jamal at the Pershing: But Not for Me у 1959 році відкрив свій власний ресторан та клуб The Alhambra в Чикаго. У цей період випустив декілька альбомів на Argo, включаючи Ahmad Jamal Trio, Vol. 4 (1958), Ahmad Jamal at the Penthouse (1960), Happy Moods (1960), Ahmad Jamal's Alhambra (1961) і All of You (1962). 1961 року The Alhambra закрився. Наступного року розпустив своє тріо, переїхавши до Нью-Йорка, зробив дворічну перерву у музичному бізнесі.
У 1964 році почав записуватися знову. В його гурті сталися зміни: Джаміл Нассер замінив Кросбі, а Френк Гант замінив Фурньє у 1966 році (Гант пропрацював у гурті до 1972 року). Джамал записав ще декілька альбомів на Argo (який пізніше був перейменований на Cadet), включаючи Naked City Theme (1964), The Roar of the Greasepaint (1965) і Extensions (1965), Rhapsody (1966), Heat Wave (1966), Cry Young (1967) і The Bright, the Blue and the Beautiful (1968). Також у 1968 році дебютував на лейблі Impulse! Records з концертним альбомом Ahmad Jamal at the Top: Poinciana Revisited. За ним вийшли інші альбоми на Impulse!, включаючи The Awakening (1970), Freeflight (1971) і Outertimeinnerspace (1972), обидва з яких були записані у 1971 році під час джазового фестивалю в Монтре. Починаючи з середини 1960-х час від часу виступав і записувався із симфонічними оркестрами; мав дуже щільний концертний графік починаючи з 1958 року.
У 1980-х активно записувався, випустивши Night Song на Motown (1980) і Live in Concert Featuring Gary Burton (1981). Підписавши контракт з Atlantic, випустив декілька альбомів, на яких він повернувся до свого класичного, акустичного звучання невеликого гурту, включаючи Digital Works (1985), Live at the Montreal Jazz Festival 1985 (1985), Rossiter Road (1986), Crystal (1987) і Pittsburgh (1989).
У 1994 році здобув нагороду «Маестро джазу» від Національного фонду мистецтв. У цей період записав альбоми Chicago Revisited: Live at Joel Segal's Jazz Showcase на Telarc (1992), Live in Paris '92 на Verve (1993), I Remember Duke, Hoagy & Strayhorn на Telarc (1994), а також альбоми для Birdology, включаючи The Essence, Pt. 1 (1995), Big Byrd: The Essence, Pt. 2 (1995) і Nature: The Essence, Pt. 3 (1997).
У 2000 році відсвяткував своє 70-річчя концертним альбомом L'Olympia 2000 (який вийшов у жовтні наступного року), з саксофоністом Джорджем Коулменом. За ним були In Search of Momentum (2003), After Fajr (2005), It's Magic (2008), A Quiet Time (2010) і Blue Moon: The New York Session/The Paris Concert (2012). 2011 року був включений до Зали слави джазу за версією журналу «DownBeat». 2013 року випустив альбом Saturday Morning: La Buissone Studio Sessions, за участі басиста Реджинальда Віла й ударника Герліна Райлі. Також у 2013 році відкрив концертний сезон в Лінкольн-центрі виступом з Джазовим оркестром Лінкольн-центру. Через рік випустив концертний альбом Live at the Olympia, June 27, 2012: The Music and the Film of the Complete Concert, за участі Юсефа Латіфа. 2017 року записав сесію у складі невеликого гурту Marseille, в якій взяли участь французький репер Абд аль Малік і співачка Міна Агоссі. Автор композицій «One for Miles», «Minor Moods», «Extensions», «Eclipse».
Помер 16 квітня 2023 року в себе вдома у місті Шеффілд, штат Массачусетс, від раку простати в 92 роки.

## Дискографія

### Альбоми
| - Ahmad Jamal Plays (Parrot, 1955); перевиданий як Chamber Music of the New Jazz Cover (Argo, 1956) - The Ahmad Jamal Trio (Epic, 1956) - Count 'Em 88 (Argo, 1956) - At the Pershing: But Not for Me (Argo, 1958) - Jamal at the Penthouse (Argo, 1959) - Portfolio of Ahmad Jamal (Argo, 1959) - The Piano Scene of Ahmad Jamal (Epic, 1959) - Happy Moods (Argo, 1960) - At the Pershing, Vol. 2 (Argo, 1961) - Listen to the Ahmad Jamal Quintet (Argo, 1961) - Ahmad Jamal's Alhambra (Argo, 1961) - All of You (Argo, 1962) - At the Blackhawk (Argo, 1962) - Macanudo (Argo, 1962) - Poinciana (Argo, 1963) - Naked City Theme (Argo, 1964) | - The Roar of the Greasepaint (Argo, 1965) - Extensions (Argo, 1965) - Rhapsody (Cadet, 1966) - Cry Young (Cadet, 1967) - Ahmad Jamal at the Top: Poinciana Revisited (Impulse!, 1968) - The Awakening (Impulse!, 1970) - Freeflight (Impulse!, 1971) - Outertimeinnerspace (Impulse!, 1972) - Digital Works (Atlantic, 1985) - Live at the Montreal Jazz Festival 1985 (Atlantic, 1985) - Rossiter Road (Atlantic, 1986) - Crystal (Atlantic, 1987) - Pittsburgh (Atlantic, 1989) |

### Сингли
- «Secret Love»/«Taking a Chance at Love» (Argo, 1958) (R&B 18)
- «Don't Ask My Neighbors» (1980) (R&B 80)